# Станова (Березовський міський округ)
Станова́ (рос. Становая) — селище у складі Березовського міського округу Свердловської області.
Населення — 452 особи (2010, 454 у 2002).
Національний склад станом на 2002 рік: росіяни — 87 %.